# 大西正也
大西 正也（おおにし まさや、1963年9月7日 - ）は日本の実業家。日系企業の中国進出支援をメインとするチャイナコンシェルジュグループの創業者（代表取締役CEO）。
兵庫県尼崎市で出生、大阪府育ち。大阪市立大学経済学部卒業後、リクルートに入社。リクルート退社後、1995年に中国大連市で広告会社を設立。1995年8月に、中国初のフリーマガジンとなる、大連生活情報誌『大連ウォーカー』（現『Concierge（コンシェルジュ）』を創刊。その後香港、上海、北京、東京に拠点を置き、2004年より中国・香港の富裕層向けインバウンド事業を開始。2005年、訪日中国人向けフリーマガジン『needs China』を創刊（当時『A（ei）』）するなど、「VISITJAPAN」キャンペーン他、「爆買い」「中国圏観光客受入れ」の広報／支援などを行う。

## 略歴
- 1989年4月 - 株式会社リクルート入社
- 1993年3月 - 株式会社リクルート退社後、台湾向け貿易商社・JNP株式会社に入社
- 1995年7月 - 大連市中山区人民政府と合作にて、大連欧凱咨詢服務有限公司を設立、営業開始
- 1995年8月 - 日本人向け大連生活情報誌 月刊『大連ウォーカー』創刊
- 1998年1月 - 北京にて北京市政府と合作で『北京公式ガイドブック』創刊
- 1998年10月 - 北京事務所設立。新華社との合作で月刊『Be.Navi（北京領航）』創刊。それに伴い『大連ウォーカー』を『D.Navi（大連領航）』に改名
- 1999年8月 - 中国情報ウェブサイト「ちゃいなび」開設
- 2001年5月 - 中国国務院新聞弁公室の批准を得て、外文局との合作により、『Be.Navi（北京領航）』を『コンシェルジュ（都市精粋広告）』に改名、新装刊する
- 2001年6月 - Concierge Co.,Ltd. 設立（本社登記：香港、現：GMO Concierge Co. Ltd.）
- 2001年9月 - 金鑰匙広告有限公司 設立（本社登記：大連）
- 2001年10月 - 香港にて、日本人向け情報誌『コンシェルジュ・香港』創刊。これに伴い、大連の『D. Navi』も『コンシェルジュ・大連』に改名
- 2003年6月 - 上海欧凱広告有限公司設立。上海市にて『コンシェルジュ・上海』創刊
- 2004年5月 - 東京本社設立
- 2005年6月 - 中国語日本観光情報誌『A(ei)』創刊（現・『needs China』）
- 2006年9月 - 金鑰匙（北京）広告有限公司設立（本社登記：北京、現：北京技慕金鑰匙広告有限公司）
- 2007年1月 - 上海欧凱広告有限公司から上海金鑰匙広告有限公司に社名変更（本社登記：上海、現：上海技慕金鑰匙広告有限公司）
- 2007年1月 - オプト社と北京オプト（北京欧芙特信息科技有限公司）設立
- 2007年6月 - ぱど・三井物産との共同事業として上海人OL向フリーマガジン『MeHer』創刊（4月創刊準備号発刊）（2008年8月休刊）
- 2007年7月 - 香港で広東語日本観光情報誌『needs Hong Kong』創刊（5月創刊準備号発刊）
- 2013年10月 - GMOグループ（GMOアドパートナーズ）に株式を売却し、グループ入り。2016年9月に退任。 現在は、フリーランスで日系企業の中国進出コンサルティング、販促、人事管理のアドバイスなどを行う。

## 講演・セミナー

### 観光インバウンド
- 2008年11月 - 「訪日中国人観光客向けのショッピング＆ツアーの実態」（主催：三井住友カード株式会社）
- 2009年7月 - 「中国人富裕層の日本旅行事情とポイントについて～富裕層向け媒体を駆使した効果的方法とは～」（主催：SBIチャイナブランディング株式会社）
- 2009年10月 - 「日中のインバウンド・アウトバウンド」（主催：中国旅行懇話会）
- 2009年11月 - 「ゼロからわかる中国人観光ビジネス～成功するためには先入観を捨てましょう～」（主催：秋田県）
- 2010年3月 - 「中国人のリピーター獲得方法とターゲット選定法、現地メディアミックス手法」（主催：新社会システム総合研究所）
- 2010年3月 - 「メディアを活用した中国からの誘客手法」（主催：山梨県）
- 2010年3月 - 「中国人旅行者の誘客と受入について～日本に来る中国人はこんな人～」（主催：栃木・南東北国際観光テーマ地区推進協議会）
- 2010年7月 - 「中国からの観光客を取り込むためのPR手法」（主催：株式会社宣伝会議）
- 2010年8月 - 「来日する中国人観光客の現状と購買動向」（主催：日本貿易振興機構（JETRO）沖縄）
- 2010年9月 - 「中国人観光客に向けたビジネス戦略」（主催：マスターピース・グループ株式会社）
- 2010年9月 - 「中国人旅行者の誘客と受入について～観光ビジネスに関わる者が理解しておかなければならないこと～」（主催：宮城県）
- 2010年9月 - 「ターゲットは中国人観光客～観光ビジネスに関わる者が理解しておかなければならないこと～」（主催：山形観光アカデミー）
- 2010年9月 - 「中国人富裕層客受け入れのポイント」（主催：日本ホテル協会）
- 2010年9月 - 「中国人個人観光ビザの発給要件緩和により見込まれる、中間層の実態と誘客～中国側旅行会社の本音～」（主催：日本政府観光局（JNTO））
- 2010年10月 - 「中国旅行会社のニーズと我々が取るべきアプローチ」（主催：ポータル・ジャパン株式会社）
- 2010年10月 - 「来日する中国人観光客向け地域産品の販売戦略」（主催：九州経済国際化推進機構 他）
- 2010年10月 - 「中国人へのビザ緩和に伴うビジネスチャンス」（主催：新社会システム総合研究所）
- 2010年10月 - 「中国人旅行者の誘客と受入について～観光ビジネスに関わる者が理解しておかなければならないこと～」（主催：（社）東北経済連合会）
- 2010年12月 - 「インバウンド市場での具体的な対応事例・問題の解決策～中国人向けビジネスに取り組む～」（主催：繊研新聞社）
- 2010年12月 - 「訪日中国人向けインバウンドビジネス 我々が取るべきアプローチ」（主催：社団法人企業研究会）
- 2011年2月 - 「中国人富裕層客受入のポイント～中国人観光客を取り込むビジネスチャンスは今！～」（主催：東京商工会議所）
- 2011年2月 - 「中国インバウンド～中国人観光客をいかに取り込むか～」（主催：SMBCコンサルティング株式会社）
- 2011年7月 - 「東日本大震災後の東アジアの現状と今後の戦略提案」（主催：兵庫県）
- 2011年7月 - 「東日本大震災後の東アジアの現状と今後の戦略提案」（主催：やまとごころ）
- 2011年8月 - 「中国人観光客受入セミナー～簡単にできるおもてなし～」（主催：公益社団法人日本観光振興協会／公益社団法人熊本県観光連盟）
- 2012年3月 - 「中国人観光客受入セミナー～簡単にできるおもてなし～」（主催：広島県）
- 2012年5月 - 「訪日中国人旅行客の誘客と受入 基本ルール（主催：国土交通大学校）
- 2014年11月 - 「観光客おもてなしセミナー」（主催：函館市）
- 2015年12月 - 「正しく理解する中国インバウンド観光 -中国人爆買いの秘密-」（主催：日本貿易振興機構／熊本市）
- 2016年2月 - 「0円で外国人観光客を集める7つの方法」（主催：肥後銀行）
- 2016年8月 - 「中国経済と中国人爆買いの秘密～最新の中国経済動向と終わらない「爆買い」ブーム～」（主催：大牟田市）

### 中国・香港ビジネス
- 2009年9月 - 「中国における富裕層像とEC市場参入のポイント～中国ネット市場では誰に何を売るべきか！～」（主催：EC研究会）
- 2010年11月 - 「「質」に目覚めた中国の高額消費者を振り向かせる実践!中国マーケティング講座～中国でビジネスをするための基本ルール～」（主催：株式会社宣伝会議）
- 2011年1月 - 「東京スカイツリー開業に向けて 今取り組むべきこと」（主催：国際ファッションセンター株式会社）
- 2011年1月 - 「中国ビジネスに関わる者が理解しておくべき基本ルール」（主催：社団法人長野県経営者協会）
- 2011年3月 - 「中国ビジネスに関わる者が理解しておくべき基本ルール」（主催：宣伝会議）
- 2011年7月 - 「香港ビジネスのこれから～中国事業16年を踏まえて見えてきたこと～」（主催：香港ビジネス懇話会）
- 2012年4月 - 「中国人向けビジネスに取り組む基本ルール」（主催：株式会社大和広告）
- 2012年10月 - 「アジアの現状について」（主催：沖縄銀行）
- 2015年10月 - 「本当に使える！中国向越境ＥＣの傾向と対策」（主催：福岡貿易会／日本貿易振興機構）
- 2016年1月 - 「日中関係史の現場を歩く、見る」（主催：神奈川大学）

### 中国での広報・プロモーション
- 2011年5月 - 「”中国人中間層”とWebによる誘客～ターゲティングとメディア選定～」（主催：宣伝会議）
- 2014年11月 - 「中国初政府公認外国語フリーマガジンの誕生とこれから～20年前はフリーペーパー。現在、そしてこれからは？～」（主催：IAA日本国際広告協会／JAFNA日本生活情報紙協会）
- 2015年8月 - 「台湾・香港・中国訪日観光客向け インバウンドプロモーション」（主催：Vpon Japan）
- 2015年10月 - 「国際若手フォーラム「中国13億人」を一括にされないマーケティング」（主催：一般社団法人 日本マーケティング・リサーチ協会）

### 経営・人事・人材育成教育
- 2010年6月 - 香港理工大学修士プログラムMAJSP講演「日本企業が香港人社員に求めること」（主催：香港理工大学）
- 2010年9月 - 「中国の今と昔」～ビジネス展望と日本人の活用～（主催：株式会社パソナグローバル）
- 2012年9月 - 「選択肢はGLOBALに広がる～青森が世界から選ばれるために～」（主催：青森県）
- 2013年10月 - 「選択肢はGLOBALに広げよう～日本を世界へ、世界を日本へ～」（主催：甲南大学）
- 2014年11月 - 「選択肢はGLOBALに広げよう～日本を世界へ、世界を日本へ～」（主催：白百合女子大学）
- 2015年6月 - 「選択肢をGLOBALに広げよう　～10年先、20年先を考えて～」（主催：白百合女子大学）
- 2022年8月 - 「起業と人生はBig　pictureとSmall　Step」（主催：事業構想大学院大学）

## 寄稿・取材協力
- 2007年11月 - 『読売新聞』「中国エリート学生 日系企業への就職6割「イヤ」欧米企業に人気集中」
- 2008年12月 - 『WWDジャパン』「今年100万人を突破する中国人旅行者は日本市場を救うのか？」
- 2008年12月 - 『観光経済新聞』「訪日客の消費行動学ぶ JTB西らがインバウンドセミナー」
- 2009年8月 - 『日本流通産業新聞』「中国通販進出支援特集 -チャイナ・コンシェルジュ-富裕層向けフリーマガジンでPR」
- 2009年9月 - 業界情報誌『国際ホテル旅館』「中国マーケティングのプロが見る 中国人客受け入れのポイント」
- 2009年10月 - 『日経MJ』「個人ビザ解禁3ヶ月 中国観光客招く温口知新」
- 2009年11月 - 『月刊宝島』「爆買！世界一の貪欲民族が続々上陸！中国人富裕層で儲ける」
- 2009年11月 - 『日本流通産業新聞』「活発化する中国EC進出支援サービス３ プロモーション・広告」
- 2010年8月 - 『戦略経営者』■特集「中国人観光客を狙え！個人ビザ緩和で”ドル箱”出現」
- 2011年11月 - 『宣伝会議』「中国で勝つマーケティング①まずは先入観を捨ててください」
- 2011年12月 - 『宣伝会議』「中国で勝つマーケティング②日本とはスケールが段違い」
- 2012年1月 - 『宣伝会議』「中国で勝つマーケティング③中国マーケティングに関する日本人によくある誤解」
- 2012年1月 - 『宣伝会議』■特集 編集部が現地レポート「最新・中国市場のプロモーション事情」
- 2012年2月 - 『宣伝会議』「中国で勝つマーケティング④中国的宣伝戦略立案手順」
- 2012年3月 - 『宣伝会議』「中国で勝つマーケティング⑤中国で勝つコピーライティングとは」
- 2012年11月 - 『宣伝会議』■注目マーケット研究会＜第8回＞「東アジアの若年層市場」
- 2012年11月 - 『AERA』「それでも中国で闘う「中国に勝った日本人」はいま・・・」
- 2015年3月 - 『NHKおはよう日本』「中国人花見客」

## メディア掲載
- 『週刊ダイヤモンド』起・業・人 第1回 ＜中国で「リクルート」モデル体現　フリーペーパーの先駆者になった男＞
- AdverTimes（アドタイ）
- 『朝日新聞』（ひと）大西正也さん　＜中国初の日本語フリーマガジン創刊２０年を迎えた＞